# Candelariella immarginata
Candelariella immarginata är en lavart som beskrevs av M. Westb. Candelariella immarginata ingår i släktet Candelariella och familjen Candelariaceae.   Inga underarter finns listade i Catalogue of Life.